# Golf de Saint-Nom-la-Bretèche
De Golf de Saint-Nom-la-Bretèche  is een golfclub in de Franse gemeente Saint-Nom-la-Bretèche.
De baan werd geopend in 1958, en kreeg bekendheid toen de Canada Cup er in 1963 werd gespeeld. Nog bekender werd de baan toen er vanaf 1970 de Trophée Lancôme werd gespeeld. Ook is tweemaal het Open de France hier gespeeld.
De baan werd door golfbaanarchitect Fred Hawtree als 36-holes baan aangelegd op de 18e-eeuwse "Ferme de le Tuilerie".
In januari 1973 vonden een deel van de onderhandelingen voor de Parijse vredesakkoorden van 1973, waarbij een einde werd gemaakt aan de Amerikaanse deelname aan de Vietnamoorlog, plaats in het clubgebouw.